# Dasyomma atritarsis
Dasyomma atritarsis är en tvåvingeart som beskrevs av Malloch 1932. Dasyomma atritarsis ingår i släktet Dasyomma och familjen bäckflugor. Inga underarter finns listade i Catalogue of Life.